# Antonio Rodríguez (arquitecto)
Fray Antonio Rodríguez (ca. 1611, Galicia - ) fue un arquitecto perteneciente a la orden franciscana, conocido por sus contribuciones a la arquitectura monumental de época virreinal del centro histórico de Quito.

## Biografía
Antonio Rodríguez nació en torno al año 1611:. Tradicionalmente se asumía que asumía que era un arquitecto quiteño pero en la actualidad se sugiere Galicia como su lugar de nacimiento debido a una carte escrita por Rodríguez el 24 de febrero de 1681 en Quito y dirigida al Rey con motivo de una Ordenanza Real que afectaba los obrajes que operaban en la Real Audiencia de Quito

y diho que si en la ciudad de Segobia y otras partes donde labran Paños, y en Galicia, y entre Duero y Miño mi patria los lienços, como en Toledo y Granada las sedas [...] por yndigno lego de mi Padre San Francisco, como por setenta años de hedad, y más de cincuenta de esta ciudad de Quito

Habría llegado a la ciudad hacia el año 1930.
Ingresó a la orden franciscana en el año 1632, emitiendo sus votos solemnes el 23 de octubre de 1633 Fue sucesor de fray Antonio Benítez en sus labores de construcción del Convento Máximo de San Francisco
En 1659 el Comisario General de la Orden de San Francisco de las provincias del Perú, fray Francisco de Borja expidió una patente ordenando a Rodríguez salir de Quito e instalarse en Lima para asistir en la construcción de «la iglesia de nuestro Convento de Jesús en Lima» La razón de fondo de esta decisión habrían sido ciertas quejas que había recibido el Comisario General, según las cuales Antonio Rodríguez pasaba demasiado tiempo fuera del convento dedicándose a sus labores constructivas y que habría roto ciertas reglas de la clausura al haber hecho la canalización de algunas celdas del convento Dicha patente llegó a Quito en julio de 1657 Sin embargo, esta orden fue anulada como resultado de la presión ejercida por el presidente de la Real Audiencia de Quito, Pedro Vásquez de Velasco, así como del ayuntamiento de la ciudad, de los frailes del Convento de Santo Domingo y de las monjas del Monasterio de Santa Clara debido a que la partida del fray Antonio Rodríguez hubiese significado que las obras en sus conventos habrían quedado inconclusas
Se desconoce la fecha de su muerte, aunque se ha propuesto como fecha el año de 1690

## Obras atribuidas
El fray Antonio Rodríguez contribuyó en el diseño de varias edificaciones monumentales en Quito. Entre las que se cuentan las siguientes:
- Iglesia del Santuario de Guápulo.[1][4]
- Iglesia del Monasterio de Santa Clara.[1][3][5][6]
- Capilla de Villacís, en la Iglesia del Convento de San Francisco.[1][2][3]
- Enfermería del Convento de San Francisco.[1][2]
- Segundo Claustro del Convento de San Francisco (actual Claustro del Museo), entorno al año 1650.[1]
- Claustro principal del Convento de Santo Domingo,[1] hacia el año 1650 en adelante[3]
- Claustro principal de la Recoleta de San Diego,[1] aunque su participación en esta edificación es menos probable[2]
- Colegio de San Fernando, ubicado en el actual edificio del Colegio de los Sagrados Corazones.[2]

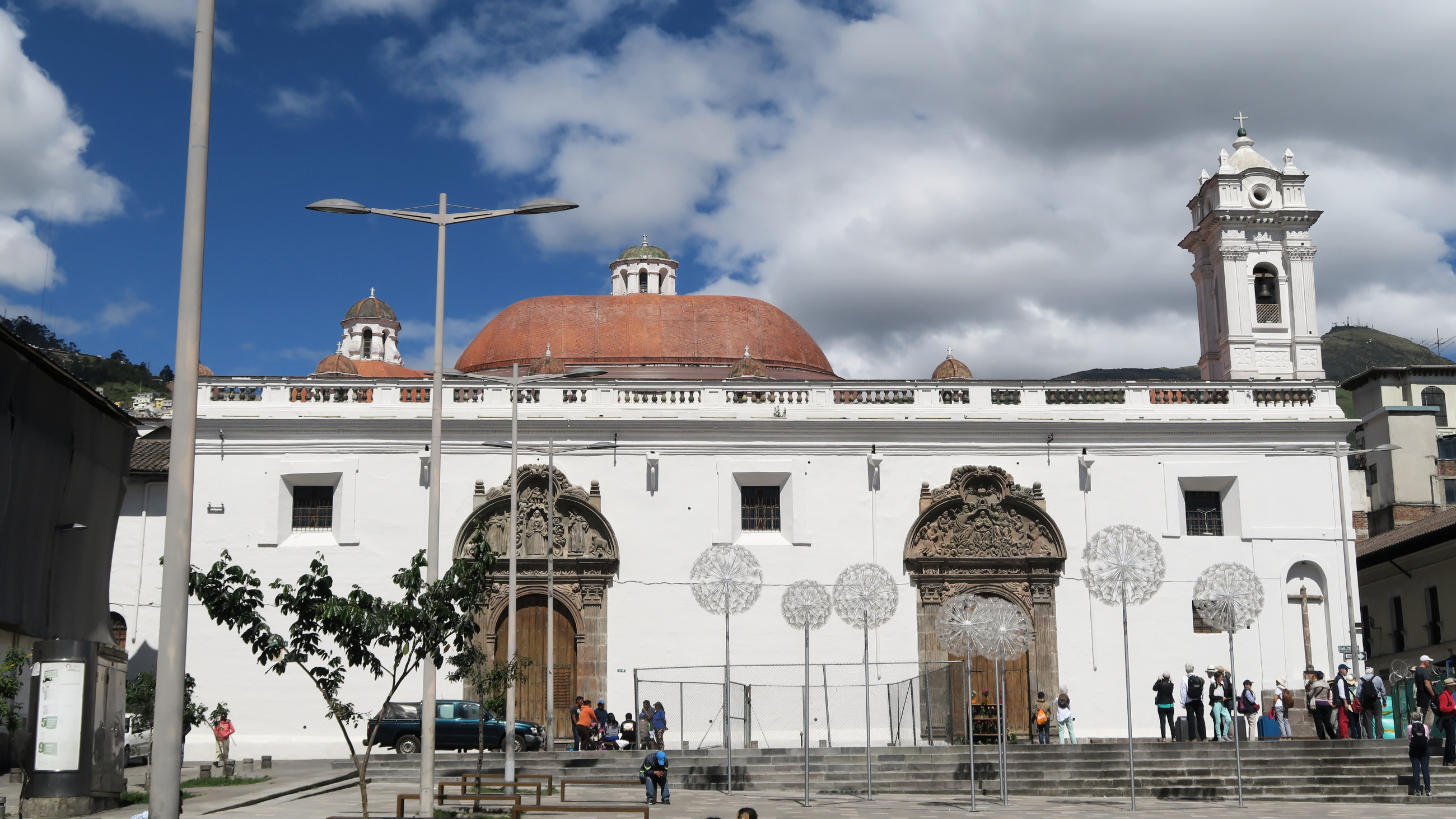
Iglesia del Monasterio de Santa Clara, Quito
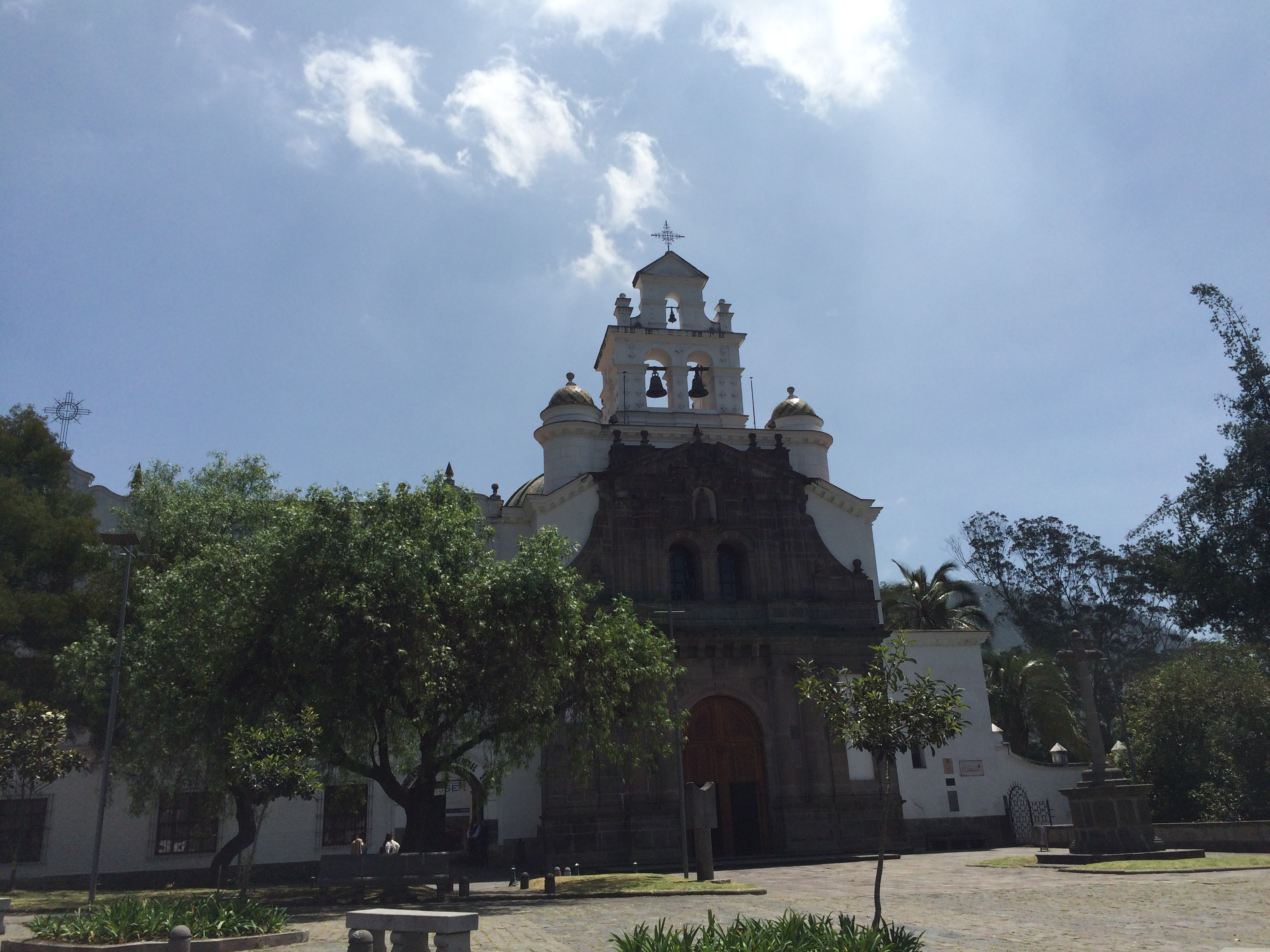
Iglesia del Santuario de Guápulo, Quito
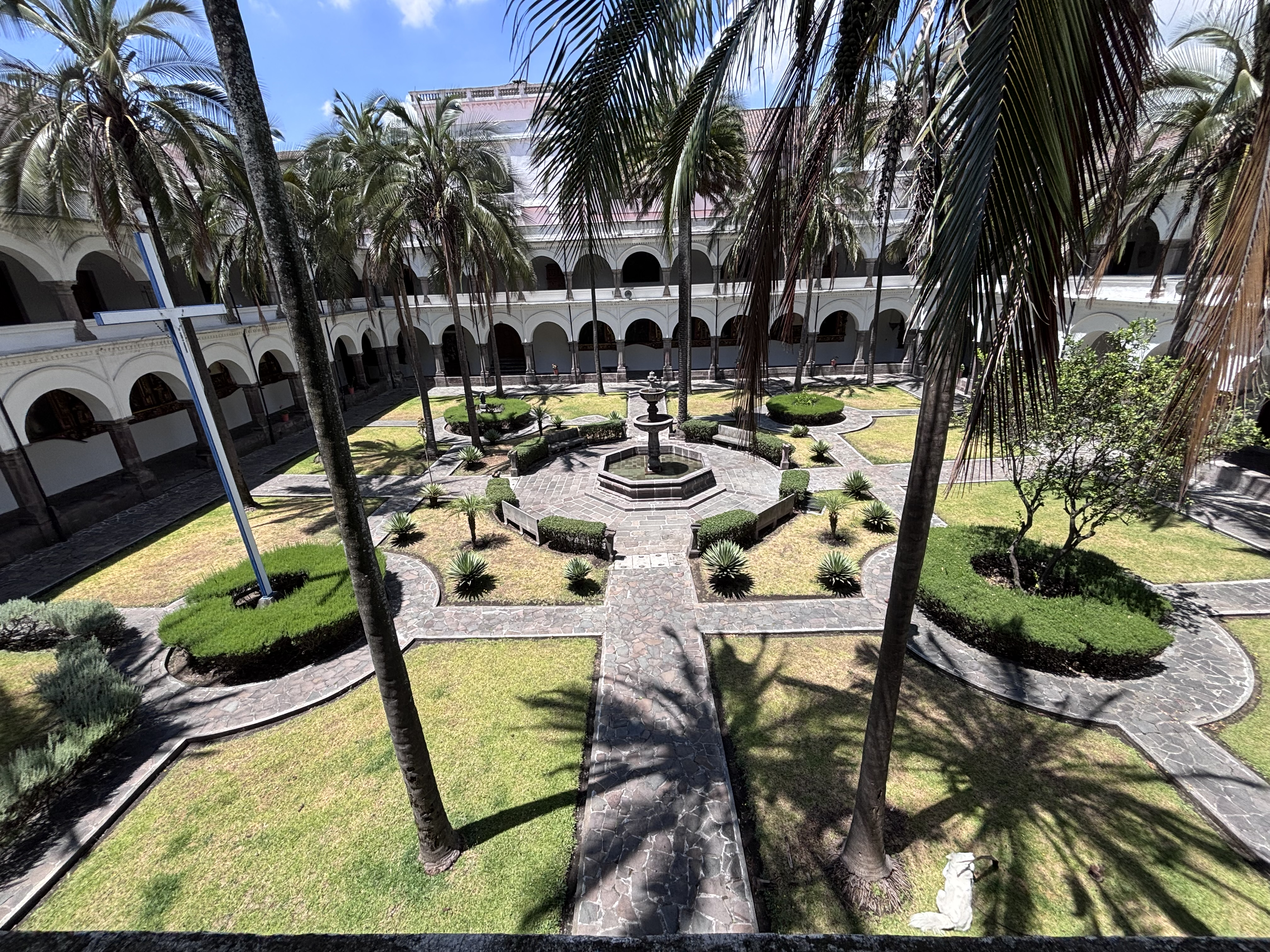
Claustro principal del Convento de Santo Domingo, Quito.

## Legado
La labor constructiva de Antonio Rodríguez representó una contribución significativa a la arquitectura monumental de la ciudad de Quito en la segunda mitad del siglo XVII.
En la actualidad el museo de arte religioso del Santuario de Guápulo lleva su nombre.